# Mník jednovousý
Mník jednovousý (Lota lota (Linnaeus, 1758)) je sladkovodní treskovitá ryba dorůstající délek 30 až 120 cm a hmotnosti 1 až 12 kg. Maximální zjištěná hmotnost činí 34 kg.

## Popis
Tělo mníka je protáhlé a válcovité, zužující se směrem k ocasu. Široká a zploštělá hlava má velké žabí ústa, na spodním rtu má jeden lichý vous. Oči jsou malé, uložené na vrchu hlavy. Dvojitá hřbetní ploutev má menší přední část, zadní je dlouhá a dosahuje, až k ocasní ploutvi. Břišní ploutve jsou předsunuty před prsní a jejich tvar je protáhle zúžený. Kůže je hnědě mramorovaná s velmi jemnými šupinami. Jsou velmi malé, takže se zdá, že tělo mníka je bez šupin. Mník jednovousý běžně dorůstá délky 40 cm. Zcela ojediněle dorůstá délky 80 cm a hmotnosti přes 5 kg. Dožívá se až 20 let.

## Rozšíření
Jeho areál výskytu zahrnuje sever Severní Ameriky, Evropu a sever Asie.
Vyskytuje se na celém území České republiky, avšak není zde hojně rozšířen. Preferuje totiž čisté tekoucí vody lipanového a parmového pásma a kromě nich i některé údolní nádrže s čistou chladnou vodou. Významným faktorem jeho výskytu je dostatek úkrytů. Proto mu vyhovují výše položené toky těchto pásem v původních korytech s podemletými břehy, kamennými záhozy a kamenitým dnem.

## Chování
Mník je aktivní především za šera a v noci, jeho aktivita klesá se stoupající teplotou vody. Nejvyšší aktivitu vykazuje při teplotě vody kolem 5 stupňů Celsia. Za vyšších teplot může upadat do letargie, kdy omezuje aktivitu a příjem potravy. Přes den bývá ukryt. Živí se výlučně živočišnou potravou. Loví převážně larvy vodního hmyzu, červi, rybí jikry, korýše a jiné ryby nebo raky za úsvitu nebo stmívání. Z tohoto důvodu býval v minulosti na pstruhových vodách vnímán jako škodlivý druh. Mník není dobrý lovec, ale dokáže polknout i poměrně velkou kořist. K hledání potravy využívá zejména čich. Jeho buňky jsou rozmístěné po celém těle.. Tře se v zimě uprostřed noci, často pod ledem.

## Rybolov
Loví se v létě navečer a pozdě večer, při zatažené obloze a stoupající vodě, ve dne při silně zakalené vodě nejlépe pod jezy, kde má vhodné úkryty. Loven na dno. Nástrahou je živá i mrtvá rybka (části), velmi dobře bere na žížaly jak rousnice, tak „hnojáky“. Podle RŘ je hájen od 1. 1. do 15. 3. Jedná se o rybu, u které je zákonem stanovena minimální lovná délka.

## Význam
Mezi rybáři je velmi ceněnou rybou. Maso je velmi chutné – treskovitá ryba, játra mníků jsou po tepelné úpravě pochoutkou, která mohou jako u jiných treskovitých ryb, tvořit až 15 % hmotnosti celé ryby. Mezi sportovními rybáři je ulovený mník spíše výjimkou. Podle vyhlášky 395/1992 Sb. je v Česku tato ryba řazena mezi chráněné druhy. Rybář si uloveného mníka může ponechat jen na revírech, kde byla udělena výjimka a je uvedena v soupisu revírů.